# Kuta Gajah
Kuta Gajah is een bestuurslaag in het regentschap Langkat van de provincie Noord-Sumatra, Indonesië. Kuta Gajah telt 2344 inwoners (volkstelling 2010).